# Escrofulariàcies
Les escrofulariàcies (Scrophulariaceae) són una família de plantes angiospermes de l'ordre de les lamials (Lamiales), dins del clade de les làmides, un subclade de les astèrides. És una família amb distribució cosmopolita.
Tradicionalment era una família molt més gran que, després d'estudis genètics i moleculars, va veure com una gran quantitat dels gèneres que hi tenia als Països Catalans eren traslladats a la família de les plantaginàcies (Anarrhinum, Antirrhinum, Asarina, Chaenorhinum, Cymbalaria, Digitalis, Erinus, Gratiola, Kickxia, Lafuentea, Linaria, Misopates,  Sibthorpia o Veronica) o de les orobancàcies (Melampyrum, Tozzia, Euphrasia, Bartsia, Odontites, Parentucellia, Bellardia, Pedicularis, Rhinanthus o Lathraea).

## Descripció
Són plantes herbàcies o arbusts, les flors són hermafrodites i acostumen a tenir els pètals soldats formant una corol·la tubular. El fruit és una càpsula dehiscent.

## Taxonomia
Aquesta família va ser descrita per primer cop l'any 1789, amb el nom Scrophulariae, a l'obra Genera Plantarum del botànic francès Antoine-Laurent de Jussieu (1748 – 1836).

### Tribus
Dins d'aquesta família es reconeixen les següents tribus:
- Hemimerideae
- Aptosimeae
- Myoporeae
- Leucophylleae
- Buddlejeae
- Limoselleae
- Scrophularieae

### Gèneres
Dins d'aquesta família es reconeixen els 58 gèneres següents:
- Alonsoa Ruiz & Pav.
- Ameroglossum Eb.Fisch., S.Vogel & A.V.Lopes
- Androya H.Perrier
- Antherothamnus N.E.Br.
- Anticharis Endl.
- Aptosimum Burch. ex Benth.
- Barthlottia E.Fisch.
- Bontia L.
- Buddleja Houst. ex L.
- Camptoloma Benth.
- Capraria L.
- Chaenostoma Benth.
- Chamaecrypta Schltr. & Diels
- Chenopodiopsis Hilliard & B.L.Burtt
- Colpias E.Mey. ex Benth.
- Cromidon Compton
- Dermatobotrys Bolus
- Diascia Link & Otto
- Diclis Benth.
- Dischisma Choisy
- Dolichostemon Bonati
- Eremogeton Standl. & L.O.Williams
- Eremophila R.Br.
- Freylinia Colla
- Glekia Hilliard
- Globulariopsis Compton
- Glumicalyx Hiern
- Glycocystis Chinnock
- Gomphostigma Turcz.
- Gosela Choisy
- Hebenstretia L.
- Hemimeris L.f.
- Jamesbrittenia Kuntze
- Leucophyllum Bonpl.
- Lyperia Benth.
- Manulea L.
- Manuleopsis Thell.
- Melanospermum Hilliard
- Microdon Choisy
- Myoporum Banks & Sol. ex G.Forst.
- Nathaliella B.Fedtsch.
- Nemesia Vent.
- Oftia Adans.
- Peliostomum E.Mey. ex Benth.
- Phygelius E.Mey. ex Benth.
- Phyllopodium Benth.
- Polycarena Benth.
- Pseudoselago Hilliard
- Ranopisoa J.-F.Leroy
- Scrophularia Tourn. ex L.
- Selago L.
- Strobilopsis Hilliard & B.L.Burtt
- Sutera Roth
- Teedia Rudolphi
- Tetraselago Junell
- Trieenea Hilliard
- Verbascum L.
- Zaluzianskya F.W.Schmidt

## Història taxonòmica
A les classificacions clàssiques, que van quedat obsoletes arran dels estudis filogenètics, la família de les escrofulariàcies era molt més ampla, per exemple al sistema Cronquist contenia unes quatre mil espècies agrupades en uns 190 gèneres.. Però aquests estudis moleculars van demostrar que el grup era polifilètic, i contenia gèneres que tenien orígens diferents, des del punt de vista evolutiu. Això va comportar la disgregació de la major part dels seus gèneres vers d'altres famílies ja existents (dins l'ordre de les lamials, principalment les plantaginàcies i orobancàcies) o de nova creació, com la de les calceolariàcies.
El conegut com a "Grup de Filogènia de les Angiospermes" (Sistema APG per les seves inicials en anglès), l'any 1998 advertia que la gran família tradicional de les escrofulariàcies no era monofilètica i caldria fer-ne una reordenació. A la segona publicació del seu sistema, APG II (2003), es van redistribuir gèneres entre les famílies Calceolariaceae (antiga família que va ser recuperada), Orobanchaceae i Plantaginaceae, i al mateix temps s'hi integraven les antigues famílies Buddlejaceae i Myoporaceae. El tercer sistema APG III (2009), va continuant retallant la circumscripció de les escrofulariàcies amb el reconeixement de la família Linderniaceae. Al quart sistema APG IV (2016), encara es van moure alguns gèneres cap a d'altres famílies, com ara Rehmannia vers Orobanchaceae.
No obstant això, algunes obres de referència, tot i ser coneixedores dels treballs que realitzaven el Grup per a la filogènia de les angiospermes(APG), han considerat mantenir, per raons pràctiques, la composició clàssica de les famílies, descrites majoritàriament per caràcters morfològics i que permeten agrupar aquells gèneres que s'assemblen en grups fàcils de reconèixer. Aquesta agrupació permet la utilització més senzilla de claus dicotòmiques de determinació.
Segons la taxonomia clàssica s'incloïen dins de les escrofulariàcies tots aquells gèneres amb corol·les soldades en forma de tub més o menys llarg i simetria bilateral (flors zigomorfes); ovaris biloculars amb placentació axial, primordis seminals nombrosos, fruit en forma de càpsula i llavors amb endosperma que ara van a parar a famílies diferents.
Per contra, les tribus que s'havien descrit dintre de la gran família escrofulariàcia sembla que majoritàriament si que són monofilètiques i es podrien mantenir sense gaires canvis, només canviant-les de família.

## Usos
Les plantes de la família de les escrofulariàcies només tenen usos ornamentals, en destaquen els gèneres Buddleja, Diascia, Nemesia i Verbascum. Però algunes espècies han esdevingut plantes invasores fora del seu àmbit natiu, com a exemples se'n poden citar la budleia (Buddleja davidii), prohibida al nostre país, o els bacallans (Verbascum thapsus) als Estats Units.